# Chongbong Band
Le Chongbong Band (청봉악단) est un groupe de musique légère et orchestre nord-coréen. Le groupe comprend sept membres et instrumentalistes qui jouent principalement des cuivres. Selon la KCNA, les membres sont aussi instrumentalistes au sein de la Wangjaesan Art Troupe et chanteuses de la chorale Moranbong Band.
Le Chongbong Band est formé à la fin juillet 2015. La création du groupe a été autorisée par le leader nord-coréen Kim Jong-un. L'apparition du Chongbong Band, à la même période durant laquelle l'autre groupe pop, le Moranbong Band, disparaît, mènent à des rumeurs selon lesquelles le premier aurait remplacé le dernier. Cependant, le Moranbong Band réapparaît le 7 septembre 2015, une semaine après la première apparition publique du Chongbong Band à Moscou, en Russie.

## Biographie
Le groupe est formé le 28 juillet 2015. Sa création est autorisée par Kim Jong-un. L'épouse de Kim, Ri Sol-ju, est aussi impliquée dans sa création. Le Chongbong Band, comme pour le Moranbong Band qui a aussi été créé avec l'aval de Kim Jong-un, est formé pour produire de « la musique pour le peuple. » D'après les médias sud-coréens et Radio Free Asia, le Chongbong Band a remplacé le Moranbong Band dont les anciens membres ont disparu du public. Certains racontent que les membres sont partis pour se marier, ou ont été déportés en dehors du pays. Le Moranbong Band, cependant, revient le 7 septembre 2015 pour jouer un concert en honneur de Kim Jong-un.
Entre août et septembre 2015, le groupe joue avec la State Merited Chorus en deux concerts à Moscou, en Russie : au Tchaikovsky Concert Hall le 31 août, et au centre culturel Moskvich le 1er septembre,. Il s'agit de leur première performance publique. Ce choix de jouer en Russie est interprété comme un signal d'espoir de renforcements économiques entre la Corée du Nord et la Russie.
Le 11 octobre 2015, le groupe joue à Pyongyang à l'occasion du 70e anniversaire du Parti travailliste coréen. Le 19 octobre, le Chongbong Band joue ce même concert devant Kim Jong-un et son épouse Ri Sol-ju. Le groupe joue le 1er janvier 2016 au People's Palace of Culture.